# Sioux Rapids
Sioux Rapids ist eine Kleinstadt (mit dem Status „City“) im Buena Vista County im US-amerikanischen Bundesstaat Iowa. Das U.S. Census Bureau hat bei der Volkszählung 2020 eine Einwohnerzahl von 748 ermittelt.

## Geografie
Sioux Rapids liegt im Nordwesten Iowas am Little Sioux River, einem linken Nebenfluss des Missouri.
Die geografischen Koordinaten von Sioux Rapids sind 42°53′36″ nördlicher Breite und 95°09′04″ westlicher Länge. Das Stadtgebiet erstreckt sich über eine Fläche von 2,12 km².
Nachbarorte von Sioux Rapids sind Greenville (15,4 km nördlich), Webb (18 km nordöstlich), Marathon (17 km ostsüdöstlich), Albert City (28,8 km südöstlich), Rembrandt (9 km südlich), Linn Grove (11 km westlich) und Rossie (15,7 km nordnordwestlich).
Die nächstgelegenen größeren Städte sind die Twin Cities in Minnesota (Minneapolis und Saint Paul) (353 km nordöstlich), Cedar Rapids (367 km ostsüdöstlich), Iowas Hauptstadt Des Moines (277 km südöstlich), Kansas City in Missouri (476 km südlich), Nebraskas größte Stadt Omaha (230 km südsüdwestlich), Sioux City (136 km westsüdwestlich) und South Dakotas größte Stadt Sioux Falls (194 km nordwestlich).

## Verkehr
Der U.S. Highway 71 verläuft in Nord-Süd-Richtung als Hauptstraße durch Sioux Rapids. Alle weiteren Straßen sind untergeordnete Landstraßen, teils unbefestigte Fahrwege sowie innerörtliche Verbindungsstraßen.
Mit dem Storm Lake Municipal Airport befindet sich 41 km südsüdwestlich ein kleiner Flugplatz. Die nächsten Verkehrsflughäfen sind der Des Moines International Airport (286 km südöstlich), das Eppley Airfield in Omaha (223 km südsüdwestlich), der Sioux Gateway Airport in Sioux City (147 km südwestlich) und der Sioux Falls Regional Airport (217 km nordwestlich).

## Bevölkerung
Nach der Volkszählung im Jahr 2010 lebten in Sioux Rapids 775 Menschen in 325 Haushalten. Die Bevölkerungsdichte betrug 365,6 Einwohner pro Quadratkilometer. In den 325 Haushalten lebten statistisch je 2,3 Personen.
Ethnisch betrachtet setzte sich die Bevölkerung zusammen aus 94,3 Prozent Weißen, 0,6 Prozent Afroamerikanern, 0,1 Prozent (eine Person) amerikanischen Ureinwohnern, 0,4 Prozent Asiaten sowie 3,9 Prozent aus anderen ethnischen Gruppen; 0,6 Prozent stammten von zwei oder mehr Ethnien ab. Unabhängig von der ethnischen Zugehörigkeit waren 8,4 Prozent der Bevölkerung spanischer oder lateinamerikanischer Abstammung.
26,7 Prozent der Bevölkerung waren unter 18 Jahre alt, 53,4 Prozent waren zwischen 18 und 64 und 19,9 Prozent waren 65 Jahre oder älter. 50,2 Prozent der Bevölkerung waren weiblich.
Das mittlere jährliche Einkommen eines Haushalts lag bei 35.486 USD. Das Pro-Kopf-Einkommen betrug 20.762 USD. 12,7 Prozent der Einwohner lebten unterhalb der Armutsgrenze.